# Jáchym Jindřich Voračický z Paběnic
Jáchym Jindřich Voračický z Paběnic (německy Joachim Heinrich Woracziczky von Babienitz, 28. března 1780 – 19. března 1838, Praha) byl český šlechtic, hrabě z rodu Voračických z Paběnic.
 

## Život
Narodil se jako syn Antonína Josefa Voračického a jeho manželky Marie Anny Batthyányové. Měl bratra Jana Antonína (* 1787).
Když roku 1778 vymřela nippenburská větev rodu Bissingenů, odkázal poslední potomek Jan Jindřich své statky Voračickým, konkrétně strýci Jáchyma Jindřicha, Jáchymovi Voračickému z Paběnic, jenž po svolení od císaře připojil rodové jméno Bissingen ke svému a rod se poté psal Voračický-Bissingen (Woracziczky-Bissingen). V roce 1782 ještě coby dítě zdědil Jáchym Jindřich po strýci Jáchymovi panství Božejov, Choustník a Chvatěruby a roku 1784 a po smrti Jana Jindřicha z Bissingenu, posledního člena toho rodu, panství Smilkov a Pyšely.
V roce 1796 vstoupil Jáchym Jindřich do císařské armády. 1. prosince 1802 mu bylo povoleno vytvořit rodové svěřenství. V armádě dosáhl hodnosti podplukovníka.
Jáchym Jindřich byl majitelem panství Choustník, Smilkov a Petrovice, zastával úřad c. k. komorníka. V roce 1828 prodal Chvatěruby a roku 1837 Božejov. Po jeho smrti připadl Choustník jeho vdově Alžbětě.
Jáchym Jindřich Voračický-Bissingen z Paběnic zemřel 19. března 1838 v Praze.

## Rodina
3. června 1805 se oženil s Alžbětou (Eliškou), rozenou hraběnkou Vratislavovou z Mitrovic (26. března 1783 – 8. února 1857). Z tohoto manželství se narodily jen dcery:
1. Eleonora, provdaná Kounicová (26. ledna 1809 – 10. ledna 1898), c. k. dáma Řádu hvězdového kříže, od 20. srpna 1828 provdaná za Michaela Karla hraběte z Kounic († duben 1852), česká vlastenka, blízká přítelkyně Boženy Němcové, Karoliny Světlé a dalších
2. Alžběta (* 1812), byla jeptiškou v Brně
3. Anna (*1814), provdaná za Antonína hraběte de Chamaré,
4. Terezie (* 12. května 1816), dáma Řádu hvězdového kříže, od 29. února 1840 provdaná za c. k. generálmajora Otokara hraběte Dauna
5. Antonie (*1819), provdaná za Jindřicha hraběte Dauna
6. Marie (*1821), provdaná za Tadeáše hraběte z Trauttmansdorffu.